# Nikolai von Bunge
Nikolai Karl Paul von Bunge (rus: Никола́й Христиа́нович Бу́нге, tr. Nikolay Khristianovich Bunge; 23 novembre [C.J. 11 novembre] de 1823  –  15 juny [C.J. 3 juny] de 1895), més conegut com a Nikolai Bunge, va ser l'arquitecte preeminent germano-rus del capitalisme rus sota Alexandre III. Va ser un distingit economista, estadista i acadèmic de l'Acadèmia de Ciències de Sant Petersburg. També havia estat rector de la Universitat de Kíiv i ministre de Finances.

## Biografia
Bunge va néixer a Christian Gottlieb von Bunge de la família luterana Bunge d'origen prussià oriental, a Kíiv i era la segona generació de Kíiv. El seu avi, Georg Friedrich Bunge, es va traslladar dels Stallupönen a Kíiv en algun moment del segle xviii. Bunge va ser professor de la Universitat de Kíiv, de la qual va exercir com a degà entre 1859 i 1880, quan va ser citat a Sant Petersburg per convertir-se en viceministre i després (des de 1881) ministre de Finances. Cinc anys més tard, va esdevenir president del gabinet de ministres, el càrrec més alt de l'administració civil de l'Imperi rus.
Bunge va emprendre una sèrie de reformes amb l'objectiu de modernitzar l'economia russa. Consolidà el sistema bancari de l'Imperi i fundà el Banc de Terres dels Camperols (1883) que ajudava els pagesos a comprar terres. Va introduir importants canvis en la legislació fiscal que van reduir seriosament la càrrega fiscal de la pagesia. Es va suprimir l'impost de capçalera i es va introduir l'impost de successions.
Les polítiques de Bunge cap a les indústries russes eren extremadament proteccionistes. Va promoure la construcció de ferrocarrils i va encapçalar les primeres lleis laborals russes, algunes d'elles destinades a reduir el treball infantil.
No obstant això, el 1887 sota la pressió dels diputats conservadors, acusant-lo d'incompetència i incapacitat per superar el dèficit pressupostari, NK Bunge va dimitir.